# Circuito de Getxo

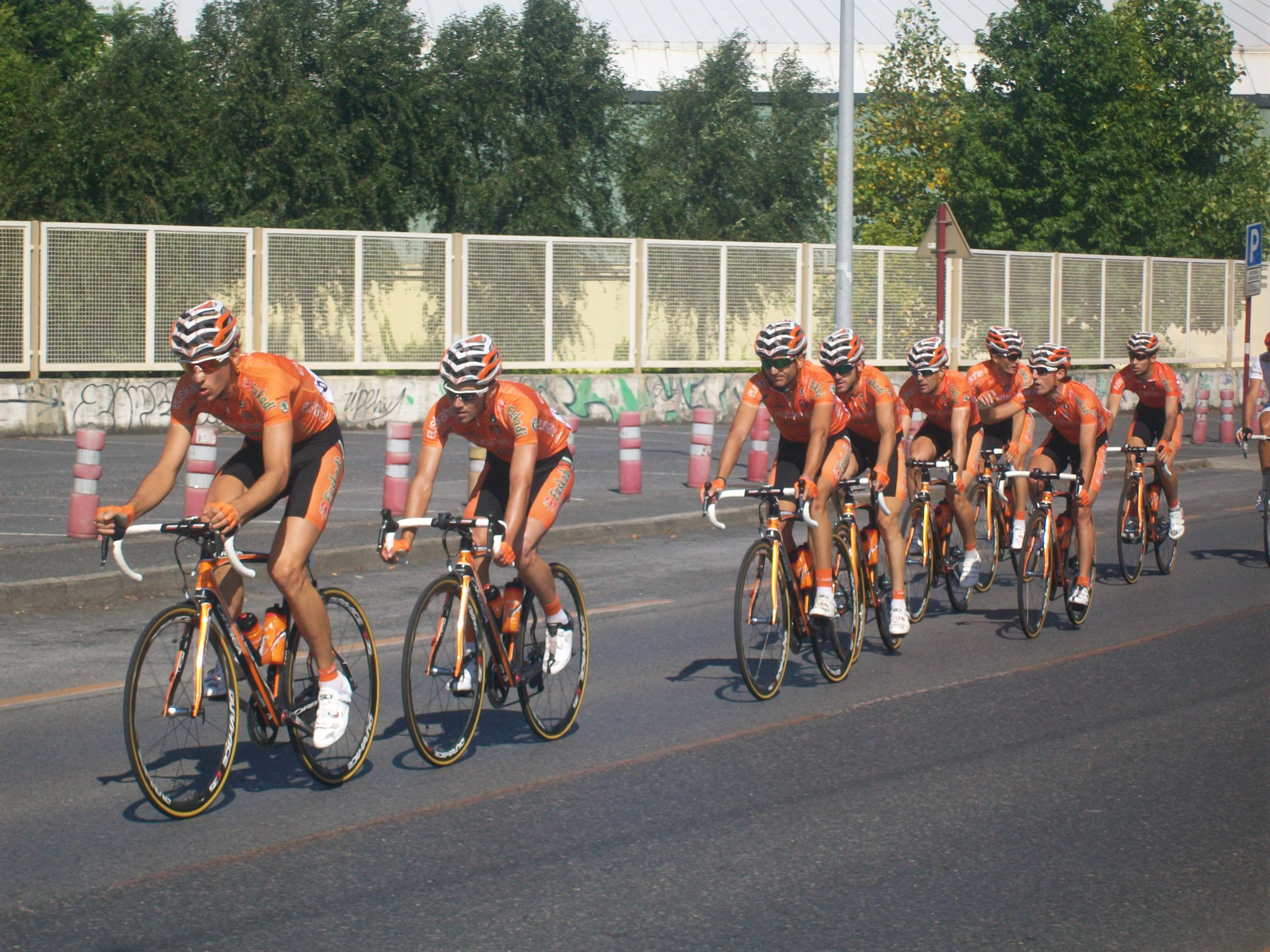

Il Circuito de Getxo è una corsa in linea maschile di ciclismo su strada che si svolge nella cittadina di Getxo, nei Paesi Baschi spagnoli, ogni anno nel mese di luglio. Fondato nel 1924, dal 2005 fa parte circuito UCI Europe Tour con classe 1.1.

## Storia
La corsa è considerata una delle gare "storiche" della Spagna, essendo stata disputata per la prima volta nel 1924. A partire dal 2001 nella denominazione è stata aggiunta la dicitura "Mémorial Ricardo Otxoa", in onore al corridore basco deceduto in un incidente stradale nel marzo dello stesso anno.

## Albo d'oro
Aggiornato all'edizione 2025.
| Anno    | Vincitore               | Secondo                | Terzo                    |
| ------- | ----------------------- | ---------------------- | ------------------------ |
| 1924    | Domingo Gutierrez       | Segundo Barruetabena   | Miguel Serrano           |
| 1925    | Francisco Cepeda        | Remigio Lorono         | Jacinto Suarez           |
| 1926    | Segundo Barruetabena    | Francisco Cepeda       | Domingo Gutierrez        |
| 1927    | Dioscoro Monso          | Domingo Gutierrez      | Ramon Abad               |
| 1928    | Manuel Lopez            | Eduardo Fernandez      | Claudio Zenon            |
| 1929    | Francisco Cepeda        | Jesús García           | Eugenio Madrazo          |
| 1930    | Mariano Cañardo         | Cesareo Sarduy         | Dionisio Fernandez       |
| 1931-33 | Non disputato           | Non disputato          | Non disputato            |
| 1934    | José Urdangarin         | Bernardo De Castro     | Ramon Ruiz Trillo        |
| 1935    | Federico Ezquerra       | Antonio Escuriet       | Salvador Molina          |
| 1936-39 | Non disputato           | Non disputato          | Non disputato            |
| 1940    | Federico Ezquerra       | José-Felix Ezcauriaza  | Angel Bilbao             |
| 1941    | Julián Berrendero       | Ignacio Orbaiceta      | Fermín Trueba            |
| 1942    | Federico Ezquerra       | Martin Mancisidor      | Isidro Bejarano          |
| 1943    | Martin Mancisidor       | Fernando Murcia        | Federico Ezquerra        |
| 1944    | Julián Berrendero       | Martin Mancisidor      | Fermín Trueba            |
| 1945    | Cipriano Aguirrezabal   | Fermín Trueba          | Miguel Lizarazu          |
| 1946    | Cipriano Aguirrezabal   |                        |                          |
| 1947    | Miguel Gual             | Bernardo Capó          | Emilio Rodríguez         |
| 1948    | Juan Jauregui           | Francisco Torres       | Francisco Michelena      |
| 1949    | Jesús Loroño            | Pedro Lizaso           | Jesus Morales            |
| 1950    | Jesus Morales           | Martin Mancisidor      | Jesús Loroño             |
| 1951    | Oscar Elguezabal        | Jesus Morales          | Julian Aguirrezabal      |
| 1952    | Oscar Elguezabal        | Cosme Barrutia         | Jesus Morales            |
| 1953    | Hortencio Vidaurreta    | Oscar Elguezabal       | Cosme Barrutia           |
| 1954    | Cosme Barrutia          | Hortencio Vidaurreta   | Ponciano Arbelaiz        |
| 1955    | Cosme Barrutia          | Tomas Onaederra        | Antonio Barrutia         |
| 1956    | Antonio Ferraz          | Felipe Alberdi         | José Aguirregomezcorta   |
| 1957    | Hortencio Vidaurreta    | Juan José Otegui       | José Ramón Azcárate      |
| 1958    | Fausto Iza              | Antonio Karmany        | Julio San Emeterio       |
| 1959    | Roberto Morales         | Juan Manuel Menéndez   | Antonio Barrutia         |
| 1960    | Jacinto Urrestarazu     | José Segú              | Fausto Iza               |
| 1961    | Antonio Barrutia        | José San Emeterio      | Juan Campillo            |
| 1962    | Roberto Morales         | José Pérez Francés     | José Antonio Momeñe      |
| 1963    | Manuel Martín Pinera    | José Antonio Momeñe    | Candelas Domínguez       |
| 1964    | Sebastian Elorza        | Jacinto Urrestarazu    | José Luis Bilbao         |
| 1965    | Antonio Gómez del Moral | Manuel Martín Pinera   | Eusebio Vélez            |
| 1966    | Antonio Gómez del Moral | Carlos Echevarria      | Gregorio San Miguel      |
| 1967-79 | Non disputato           | Non disputato          | Non disputato            |
| 1980    | Felipe Yáñez            | Héctor Rondan          | Imanol Murga             |
| 1981    | Marino Lejarreta        | Federico Echave        | Ángel Camarillo          |
| 1982    | Juan Carlos Alonso      | José Luis López Cerron | Felipe Yáñez             |
| 1983    | Carlos Hernández Bailo  | Faustino Cueli         | Jesús Blanco             |
| 1984    | Jesús Guzmán            | Alfonso Gutiérrez      | Sabino Angoitia          |
| 1985    | Antonio Esparza         | Mathieu Hermans        | Federico Echave          |
| 1986    | Non disputato           | Non disputato          | Non disputato            |
| 1987    | Federico Echave         | Antonio Balboa         | Alberto Leanizbarrutia   |
| 1988    | José Luis Villanueva    | Peter Huyghe           | Melchor Mauri            |
| 1989    | John Talen              | Edwin Bafcop           | Casimiro Moreda          |
| 1990    | Víctor Gonzalo          | Alfonso Gutiérrez      | Jean-Pierre Heynderickx  |
| 1991    | Adrie van der Poel      | Kenneth Weltz          | Juan Carlos González     |
| 1992    | Mathieu Hermans         | Johan Museeuw          | Mario Manzoni            |
| 1993    | Non disputato           | Non disputato          | Non disputato            |
| 1994    | Orlando Rodrigues       | Juan Carlos González   | José Rodríguez           |
| 1995    | Mika Hietanen           | Manuel Fernández Ginés | Christian Henn           |
| 1996    | Arsenio González        | Sergej Smetanin        | Ángel Edo                |
| 1997    | Jeremy Hunt             | Ángel Edo              | Sergej Smetanin          |
| 1998    | Marcel Wüst             | Jeremy Hunt            | Óscar Freire             |
| 1999    | Jesper Skibby           | Michel Lafis           | Francisco Mancebo        |
| 2000    | César García Calvo      | Alessandro Bertolini   | Rafael Díaz              |
| 2001    | Alessandro Bertolini    | Francisco Cabello      | Koos Moerenhout          |
| 2002    | Martin Elmiger          | Pavel Brutt            | Jan Hruška               |
| 2003    | Roberto Lozano          | Martin Elmiger         | Constantino Zaballa      |
| 2004    | Gert Vanderaerden       | Constantino Zaballa    | Javier Pascual Rodríguez |
| 2005    | David Fernández         | Rubén Lobato           | David Herrero            |
| 2006    | Mikel Gaztañaga         | Carlos Torrent         | Javier Benítez           |
| 2007    | Vicente Reynés          | Takashi Miyazawa       | José Joaquín Rojas       |
| 2008    | Reinier Honig           | Koldo Fernández        | Enrique Mata             |
| 2009    | Koldo Fernández         | Juan Pablo Forero      | Mikel Gaztañaga          |
| 2010    | Francisco José Pacheco  | Andrea Piechele        | Francisco Manuel Antón   |
| 2011    | Juan José Lobato        | Stephane Poulhies      | Joaquim Rodríguez        |
| 2012    | Giovanni Visconti       | Danilo Di Luca         | Enrique Sanz             |
| 2013    | Juan José Lobato        | Armindo Fonseca        | Egoitz García            |
| 2014    | Carlos Barbero          | Luca Chirico           | Pello Bilbao             |
| 2015    | Nacer Bouhanni          | Juan José Lobato       | Carlos Barbero           |
| 2016    | Diego Ulissi            | Simon Yates            | José Herrada             |
| 2017    | Carlos Barbero          | Ángel Madrazo          | José Herrada             |
| 2018    | Alex Aranburu           | Carlos Barbero         | Jon Aberasturi           |
| 2019    | Jon Aberasturi          | Alex Aranburu          | Lorrenzo Manzin          |
| 2020    | Damiano Caruso          | Giacomo Nizzolo        | Eduard Prades            |
| 2021    | Giacomo Nizzolo         | Giovanni Aleotti       | Santiago Buitrago        |
| 2022    | Juan Ayuso              | Andrea Piccolo         | Wilco Kelderman          |
| 2023    | Aleksej Lucenko         | Tony Gallopin          | Simone Velasco           |
| 2024    | Jon Barrenetxea         | Clément Champoussin    | Orluis Aular             |
| 2025    | Isaac Del Toro          | Juan Ayuso             | Alex Aranburu            |